# Хроники Риддика
«Хроники Риддика» (англ. The Chronicles of Riddick) — фантастический фильм 2004 года, снятый режиссёром Дэвидом Туи, с Вином Дизелем в главной роли. Является сиквелом фильма «Чёрная дыра».
Главный герой — Риддик — галактический преступник с необычными глазами, позволяющими ему видеть в темноте. Он оказывается втянут в галактическую войну с таинственными и безжалостными некромонгерами, уничтожающими на своем пути целые планеты.
Одновременно с фильмом вышли: компьютерная игра The Chronicles of Riddick: Escape from Butcher Bay, повествующая о том, как Риддик получил свои знаменитые глаза и сбежал из тюрьмы «Бухта Мясника»; короткометражный мультфильм «Хроники Риддика: Тёмная ярость», рассказывающий о событиях, произошедших между историями описанными в «Чёрной дыре» и «Хрониках».
Тэглайн:
Вся сила во вселенной не может изменить судьбу.

## Сюжет

### Преследование Тумбса и встреча с Имамом
После того, как Ричард Б. Риддик высаживает на планете Гелион Прайм спасённых имама Абу Аль-Валида и девочку по имени Джек, он отправляется на ледяную планету № 6 в системе «UV», где проводит пять лет в отшельничестве, надеясь затеряться и избежать постоянных преследований охотников за головами. На планету прибывает группа наемников, разузнавших о местоположении Риддика и возглавляемых охотником по имени Тумбс, ищущим Риддика со времен их встречи на корабле-тюрьме «Тёмная Ярость». Наёмникам не удаётся захватить Ричарда, а сам Риддик мастерски обезвреживает всех людей Тумбса. От Тумбса он узнает, что охота началась с анонимного заказа, выданного на планете Гелион Прайм. Риддик бросает Тумбса на планете и направляется на Гелион Прайм, чтобы разобраться с  Имамом, единственным человеком, знавшим о тайном месте проживания Риддика.
Риддик нелегально прибывает на Гелион Прайм, в Новую Мекку, где живёт Имам. Имам оказывается женат, имеет маленькую дочь, а также является почтенным членом духовенства планеты. Он признаётся Риддику, что наёмники были единственным шансом для того, чтобы разыскать героя и заставить прибыть в Новую Мекку. Риддик нужен Имаму, поскольку его миру  угрожает опасность, и он, в надежде остановить расу некромонгеров, устраивает встречу Риддика с Лидерами Системы Гелиона и женщиной по имени Аэреон. Также выясняется, что Джек, пытавшаяся во всем подражать Риддику, сбежала несколько лет назад и в результате своих приключений оказалась заключена в тюрьму строгого режима на планете Крематория, с поверхностью «настолько жаркой, что жизнь там невозможна». Аэреон, представительница расы Четырёх стихий (Элементалей), рассказывает Риддику о некромонгерах — расе уничтожителей планет, что жаждут преобразовать все во Вселенную Смерти, их «землю обетованную». Некромонгеры представляют огромную опасность для всей Вселенной и уже начали свой крестовый поход, уничтожив целую звездную систему Угольного Мешка. По преданию, им могут противостоять лишь фурианцы — раса сильных и выносливых воинов, не признающих ничьих авторитетов. По некоторым фактам своего рождения, Ричард Б. Риддик предположительно является фурианцем. У Риддика теперь новая цель — перед тем как снова исчезнуть, ему нужно вытащить Джек с Крематории.

### Некромонгеры
Той же ночью на Гелион Прайм вторгается Армада некромонгеров, похожая в небе на комету. Имам погибает во время зачистки города, попав под руку одному из лучших воинов предводителя некромонгеров, Иргуна. Силы Планетарной Самообороны Гелион Прайм сломлены, защитники сметены и подавлены за одну ночь, так как значительно уступают в технологическом плане захватчикам. Наутро некромонгеры в не терпящей отказа форме предлагают жителям планеты вступить в свои ряды и пополнить армию или погибнуть вместе с планетой. Не успевший спасти Имама Риддик также приходит на городскую площадь с целью отомстить убийце и является единственным, кто не преклонился перед Лорд-Маршалом, лидером некромонгеров. Вступив с противником в поединок, Риддик быстро его убивает, чем привлекает внимание Лорд-Маршала. Тот предлагает Риддику занять почетное место в их рядах, но Риддик отказывается, заявляя, что он сам по себе. Лорд-Маршал оставляет ему кинжал Иргуна по традиции некромонгеров, согласно которой «трофеи вручают убийце». Риддика под охраной и в сопровождении Дэйм Ваако, жены одного из командиров армии Ваако, и Чистильщика Душ, священника культа некромонгеров, уводят на корабль и подвергают сканированию памяти для выяснения его происхождения. Лорд-Маршал, знакомый с пророчеством своей гибели от руки фурианца, узнав, что Риддик — фурианец, приказывает его немедленно убить. Риддик, не без постороннего содействия, бежит с боем, а преследующий его десантный бот некромонгеров уничтожает внезапно появившаяся новая команда Тумбса, которую Риддик характеризует как непрофессиональную и очень нервную. 
Тем временем Дэйм Ваако пытается выяснить у захваченной Аэреон, почему Лорд-Маршал так опасается фурианцев и почему не убил её. Представительница расы Четырёх Стихий рассказывает о данном когда-то Лорду-Маршалу, когда тот был молодым воином, пророчестве, которое истолковала Аэреон. Оно гласит, что тот погибнет от руки фурианца. Ответной мерой было уничтожение планеты Фурия и всех фурианцев, включая новорожденных (их душили их же пуповинами). Дэйм склоняет своего мужа к захвату власти, мотивируя это тем, что тот, кто чего-либо боится, не имеет права быть предводителем некромонгеров. Лорд-Маршал, надеясь избавиться от угрозы Риддика, отправляет Ваако в погоню за ним.

### Крематория
Риддика доставляют на планету Крематория. Суровые условия планеты таковы, что жизнь на её поверхности невозможна. Температура на поверхности достигает −300 °F (−184,44 °C) в ночное время и +700 °F (371,11 °C) в дневное. Тумбс сдает Риддика тюремщикам за вознаграждение. Оказавшись в тюрьме, Риддик объясняет местным уголовникам-«беспредельщикам», что с ним шутки плохи, и встречается с повзрослевшей Джек. Девушка, претерпев в тюрьме жестокие изнасилования, серьёзно изменилась и, подражая Риддику, превратилась в безжалостную убийцу, сменив имя на «Кира». Ввиду появившегося у планеты корабля некромонгеров и возникших у тюремщиков сомнений в чистоте сделки по Риддику между ними и наёмниками Тумбса завязывается бой. В результате перестрелки с применением тяжёлого оружия помещение управления тюрьмой полностью разрушено. Тюремщики пытаются бежать с планеты на единственном корабле, прихватив тюремную кассу и завалив взрывом проход в выходной тоннель. Они движутся под поверхностью к ангару с кораблём. Все наёмники убиты, но Тумбс спасся, спрыгнув на трос механизма спуска в основную тюремную зону. Здесь он сталкивается с Риддиком, направляющимся к выходу.
Риддику, последовавшей за ним Кире и некоторым заключенным приходится уходить по поверхности планеты. Побег происходит перед восходом светила, когда температура на поверхности остаётся в допустимых пределах. Время близится к рассвету, и героям приходится спешить, чтобы не сгореть заживо под лучами восходящего светила. В этот момент на Крематорию прибывает корабль некромонгеров под командой Ваако. У ангара Риддик и его спутники вступают в схватку с некромонгерами, которые убили тюремщиков, готовивших корабль к отлёту. В пылу боя Риддик был оглушён и отброшен ударной волной. Он без сознания падает на посадочной полосе.
Хотя Риддик и пришёл в себя, Ваако уже направил на него гравитационные винтовки, чтобы покончить с ним. В этот момент в видениях к Риддику вновь приходит фурианка и говорит, что Фурию разорвали на части некромонгеры. Она кладёт свою руку ему на грудь, оставляя сияющий отпечаток ладони. («Этот знак несёт в себе гнев непокорённой расы. Но будет больно…»). Риддик всё вспоминает. Он видит Фурию, видит молодого Лорда-Маршала, уничтожающего его родную планету. Волна гнева вырывается из его тела и разбрасывает некромонгеров в стороны. Риддик снова теряет сознание.
Время поджимает. Светило поднимается над горизонтом. Корабль некромонгеров выдаёт позывной для срочной погрузки на борт. Оставшаяся в живых Кира, думая, что Риддик мёртв, и не желая погибать на планете, безнадёжно идёт на готовящийся к старту корабль некромонгеров. Бесчувственного Риддика спасает Чистильщик. Угнетаемый внутренними противоречиями, он передаёт Риддику послание Лорд-Маршала, заготовленное на случай, если Ваако не сможет убить Риддика. Согласно посланию, если Риддик не будет мешать крестовому походу, то охота на него прекратится. Но скорее всего, Ваако скажет, что убил фурианца, и тогда у Риддика есть шанс исполнить пророчество. Чистильщик объясняет, что тоже был фурианцем и, чтобы спасти свою жизнь, примкнул к некромонгерам, вместе с которыми «совершал жуткие вещи за веру, которая так и не стала моей». После разговора с Риддиком он убивает себя, выйдя на открытое пространство под лучи взошедшего светила и попав под потоки раскалённого воздуха. Риддик берёт корабль Тумбса и покидает планету вслед за некромонгерами.

### Финальная битва
Ваако возвращается в Армаду триумфатором и даже получает лавры героя от самого Лорд-Маршала. Он рассказывает жене правду, в том числе про волну гнева, но Дэйм советует мужу не волноваться и просто ждать, когда Маршал будет достаточно ослаблен для удара. Сам Лорд-Маршал пришёл к Аэреон и требует от неё либо подтверждения, либо опровержения доклада о смерти фурианца. Та лишь говорит, что Лорд-Маршал увидит вселенную Смерти раньше, чем думает, намекая на то, что Риддик жив и жаждет мести. В страхе или даже панике Лорд-Маршал отдает приказ поднять всю Армаду в воздух и приготовиться к «Протоколу Завоевания»: высокие 2000-футовые обелиски с изображением головы Лорд-Маршала на вершине выпускают в воздух гравитационное облако, которое по команде с флагмана падает на землю, уничтожая всё живое. На Гелион Прайм осталось очень много солдат и персонала, и немногие успевают вернуться на корабли. В толпе вернувшихся на флагман Дэйм видит Риддика, одетого в офицерские доспехи. Она рассказывает об этом Ваако и предлагает мужу дождаться, пока фурианец ослабит Лорда-Маршала, а Ваако добьет его и заберет трон как трофей. 
Риддик проникает в тронный зал и пытается убить Лорд-Маршала, но тот дает ему отпор. Пытаясь склонить Риддика на свою сторону, как некогда Чистильщика, Лорд-Маршал показывает ему Киру, обращённую в веру некромонгеров. Она пытается убедить Риддика примкнуть к некромонгерам, говоря, что во время инициации «видела» Вселенную Смерти, совершенный мир, где можно все начать сначала. Риддик лишь спрашивает, с ним ли Кира, но та не отвечает.
Риддик вступает в схватку с Лорд-Маршалом, человеком, который убил всех, кто был ему дорог. Обращённая Кира пытается помочь ему, вонзив копье в спину Лорда-Маршала, но он убивает её броском в колонну с шипами. Лорд-Маршал становится слабее от боя и ранения, и Ваако, пользуясь моментом, пытается убить его. Лорд-Маршал избегает смертельного удара Ваако и молниеносно уклоняется в сторону, в направлении поверженного Риддика. Риддик не упускает свой шанс и наносит Лорду‑Маршалу смертельный удар кинжалом, который ранее получил от Чистильщика. Бой окончен. Дэйм кричит в ужасе от того, что муж не смог сам убить Лорда-Маршала и забрать себе трон. Аэреон, наблюдающая за боем, улыбается его исходу.
Убитый горем от гибели Киры, которая перед смертью призналась, что всегда была с ним, Риддик обессиленно опускается на трон Лорд-Маршала рядом с её телом. Некромонгеры, включая Ваако, преклоняют перед ним колени, поскольку, согласно правилу некромонгеров, «что ты убил, то твоё». Риддик поднимает глаза. Аэреон подводит итог, говоря, что такого поворота судьбы — преступник-одиночка во главе Армии Тьмы — не мог ожидать никто, как и того, что будет теперь со Вселенной.

## В ролях
| Роль        | Исполнитель          |
| ----------- | -------------------- |
| Риддик      | Вин Дизель           |
| Лорд-Маршал | Колм Фиори           |
| дама Ваако  | Тэнди Ньютон         |
| Эреон       | Джуди Денч           |
| лорд Ваако  | Карл Урбан           |
| Джек / Кира | Алекса Давалос       |
| Чистильщик  | Лайнус Роуч          |
| The Guv     | Йорик ван Вагенинген |
| Тумбс       | Ник Чинланд          |
| Имам        | Кит Дэвид            |
| Ева Логан   | Кристина Кокс        |

## Критика и продажи
Фильм «Хроники Риддика» получил очень плохие отзывы от критиков и собрал, по версии ресурса Box Office Mojo, всего 115 миллионов долларов. Затраты на съёмки же составили около 105 миллионов долларов.
Режиссёрская версия фильма на DVD (с вырезанными сценами) была выпущена 16 ноября 2004 и продалась тиражом в 1,6 миллионов копий в первый день. Режиссёр Дэвид Туи заявил, что возможность появления сиквела фильма напрямую зависит от успеха DVD-издания. Вин Дизель сказал, что в разработке два сиквела.

## Продолжение
В 2013 году состоялась премьера сиквела «Хроники Риддика» — фильма «Риддик». Согласно его сюжету, Риддик, по-прежнему находящийся в числе самых разыскиваемых преступников вселенной, брошен умирать на враждебной бесплодной планете, где вынужден противостоять обитающим на ней хищникам, а затем — двум бандам галактических наёмников, охотящимся за ним.

## Производные работы
В 2004 году по мотивам фильма Алан Дин Фостер написал книгу «Хроники Риддика». В 2007 году книга была переиздана.